# Антон Карачанаков
Антон Карачанаков е български футболист, полузащитник, който играе за Вихрен (Сандански). Роден на 17 януари 1992 г. в Ново Делчево, израства в школата на Пирин Благоевград.

## Кариера

### Пирин (Благоевград)
Карачанаков започва да тренира футбол в родното си село Ново Делчево. По произход е от Кукуш. На 14 години е привлечен в школата на Пирин Благоевград, където първи треньор му е Илко Христов. През януари 2011 г. започва тренировки с първия отбор на Пирин, където е извикан от тогавашния наставник на „орлетата“ Костадин Ангелов.
Карачанаков дебютира официално в А група на 26 февруари 2011 г., при домакинство на Черно море. Пирин губи с 0:1, а той заменя 5 минути преди края Руслан Иванов. На 12 март започва за първи път като титуляр и бележи дебютния си гол. Карачанаков открива резултата при домакинство на Литекс (Ловеч), но впоследствие „орлетата“ губят с 1:2.

### ЦСКА (София)
Футболистът вкарва първия си гол с екипа на ЦСКА в мача срещу Локомотив (София) на 22 март 2012, а 3 дни по-късно бележи и във вратата на пловдивското Локо. На 28 март той отбелязва единствения гол при победата над Берое с 1:0 като домакини в София, с което активът му е три попадения в три поредни срещи. След тази среща легендата на „червените“ Димитър Пенев отбелязва постижението му и споделя, че отборът трябва да се стреми да го запази през следващите сезони. Завършва дебютния си сезон с 4 гола и 2 асистенции в 13 срещи.
На 31 август 2012 открива сметката си за новия сезон с 2 попадения и асистенция при победата с 4:1 над Миньор (Перник), като е избран за играч на мача. На 20 октомври 2012 скъсва връзки срещу вечния съперник Левски. Скоро след завръщането си по терените, Карачанаков се отчита с гол и асистенция в дербито на София срещу вечния съперник Левски при победа с 2:0 в мач изигран на 27 юли 2014 г. 